# Социалистическая рабочая партия Финляндии
Социалистическая рабочая партия Финляндии (СРПФ; фин. Suomen Sosialistinen Työväenpuolue) — партия, созданная коммунистами и радикальными левыми, которые вышли из Социал-демократической партии Финляндии (СДПФ). СРПФ действовала легально с мая 1920 по август 1923 года, когда власти упразднили партию и арестовали её членов, включая 27 депутатов парламента. Эти меры оправдывались её контактами с запрещённой Коммунистической партией Финляндии. Между партиями действительно существовали тесные связи, в руководство СРПФ входили члены подпольной КПФ, и та пыталась определять политику СРПФ. Организационная структура СРПФ состояла из ассоциаций, вышедших из состава Социал-демократической партии Финляндии. В период своего существования СРПФ объединяла левые силы в финском рабочем движении.
Тауно Саарела использовал термин «финский коммунизм» для описания всего движения вокруг СРПФ и КПФ. Сторонники СРПФ отождествляли себя с финским коммунистическим движением, но не все интерпретировали коммунизм по модели Коминтерна. Финский коммунизм в начале 1920-х активно использовал пример большевиков на основе традиций финского рабочего движения. Основатели СРПФ также называли себя, среди прочего, левыми социалистами, и эта концепция партийной идеологии также использовалась в исследованиях, но, по словам Саарелы, она излишне создает впечатление о коммунистах и социалистах как об отдельных группах.

## История
СРПФ была основана 13 мая 1920 года в Хельсинкском Доме рабочих. На встрече присутствовало 82 участника, представляющих 42 различные организации. Новую партию создать было решено, когда левые социал-демократы, близкие к коммунистам, остались в меньшинстве в СДПФ. Временное руководство партии уже избрано предварительно, чтобы подготовить учредительный съезд. К новой партии присоединился ряд партийных организаций СДПФ, составивших её основную организацию. Большинство учредителей СРПФ имели уголовные приговоры за участия в гражданской войне.
На второй день учредительного съезда СРПФ проголосовала за присоединение к Коминтерну, а затем собрание было разогнано полицией, задержавшей участников, некоторые из которых затем получили тюремные сроки. Партии понадобилось время, чтобы восстановиться от арестов; инициативу взяла на себя Социалистическая организация Хельсинки, 19 июня объявившая СРПФ созданной, принявшая основные документы и избравшая руководство. Председателем новой партии стал металлург Яакко Киви, программа СРПФ, написанная членом ЦК КПФ Отто Куусиненом, провозглашала путь мирного перехода к социализму.
СРПФ играла ведущую роль в ряде массовых политических кампаний, включая движение «Руки прочь от Советской России». На парламентских выборах 1922 года получила 128 121 (14,8 %) голосов и провела 27 депутатов в парламент (Эдускунту, или сейм), включая 6 женщин. Остальные партии призывали к запрету СРПФ, и она постоянно подвергалась полицейским репрессиям: в январе 1921 года — аресту руководства, 3 августа 1923 года — аресту членов парламентской фракции, центрального комитета, секретариата и руководителей областных организаций, в июне 1924 года — суду над группой из 189 членов партии.
В начале 1923 года, стремясь избежать преследований, убрала из названия слово «социализм» и стала просто Рабочей партией Финляндии (фин. Suomen Työväenpuolue). 21 июня 1924 года партия была фактически распущена, в начале 1925 года — официально запрещена. Её фактическим преемником стала Социалистическая избирательная организация рабочих и мелких земледельцев, просуществовавшая до 1930 года.

## Структура
Базовыми организациями СРПФ были профсоюзы. Старые объединения СДПФ обычно сохраняли свое название, а новые назывались «социалистическими (рабочими) объединениями». В соответствии с традицией финского рабочего движения в состав СРПФ входили профсоюзы, где, однако, членский налог часто взимался только с членов, желавших состоять в партии. Некоторые женские и молодёжные организации также присоединились к СРПФ. В 1922 году в СРПФ насчитывалось 24 398 членов и 706 членских организаций, из которых 185 имели профсоюзы. Было 16 районных организаций и 68 муниципальных организаций. Около четверти членов составляли женщины.

### Список генеральных секретарей СРПФ
| Август Раатикайнен      | 17 февраля — 14 мая 1920         | (без учёта партийного комитета) |
| Яакко Киви              | 16 июня — 28 декабря 1920        |                                 |
| Ялмар Эклунд            | 28 декабря 1920 — 26 января 1922 |                                 |
| Ниило Вялляри           | 31 января — 31 марта 1922        | (без учёта партийного комитета) |
| Ниило Вялляри           | 1 апреля 1922 — 17 мая 1923      |                                 |
| Тойво Хьялмар Лонгстрём | 17 мая — 3 августа 1923          | (Финская рабочая партия)        |